# Корови, Вива
Вива Корови (англ. Wiwa Korowi; род. 7 июля 1948, Саутерн-Хайлендс) — государственный и политический деятель Папуа — Новой Гвинеи.

## Биография
Родом из Саутерн-Хайлендс. Являлся членом Национальной партии Папуа — Новой Гвинеи и в ноябре 1991 года Национальный парламент Папуа — Новой Гвинеи избрал его на должность генерал-губернатора, после того, как Винсент Эри покинул пост примерно полтора месяца назад.
С 18 ноября 1991 года по 20 ноября 1997 года занимал должность генерал-губернатора Папуа — Новой Гвинеи.